# C7H7IO
化学式C7H7IO（摩尔质量：234.04 g/mol）可能指：
- 碘苯甲醇
  - 2-碘苯甲醇，CAS号：5159-41-1 
  - 3-碘苯甲醇，CAS号：57455-06-8 
  - 4-碘苯甲醇，CAS号：18282-51-4
- 碘苯甲醚
  - 2-碘苯甲醚，CAS号：529-28-2 
  - 3-碘苯甲醚，CAS号：766-85-8 
  - 4-碘苯甲醚，CAS号：696-62-8

|  | 这个同类索引页列出了具有相同分子式的化学物（即同分異構體）条目。 除非您是有意链接至本页，否则应将相应条目的内部链接指向正确的条目。 |